# Trường Sĩ quan Lục quân (Đế quốc Nhật Bản)

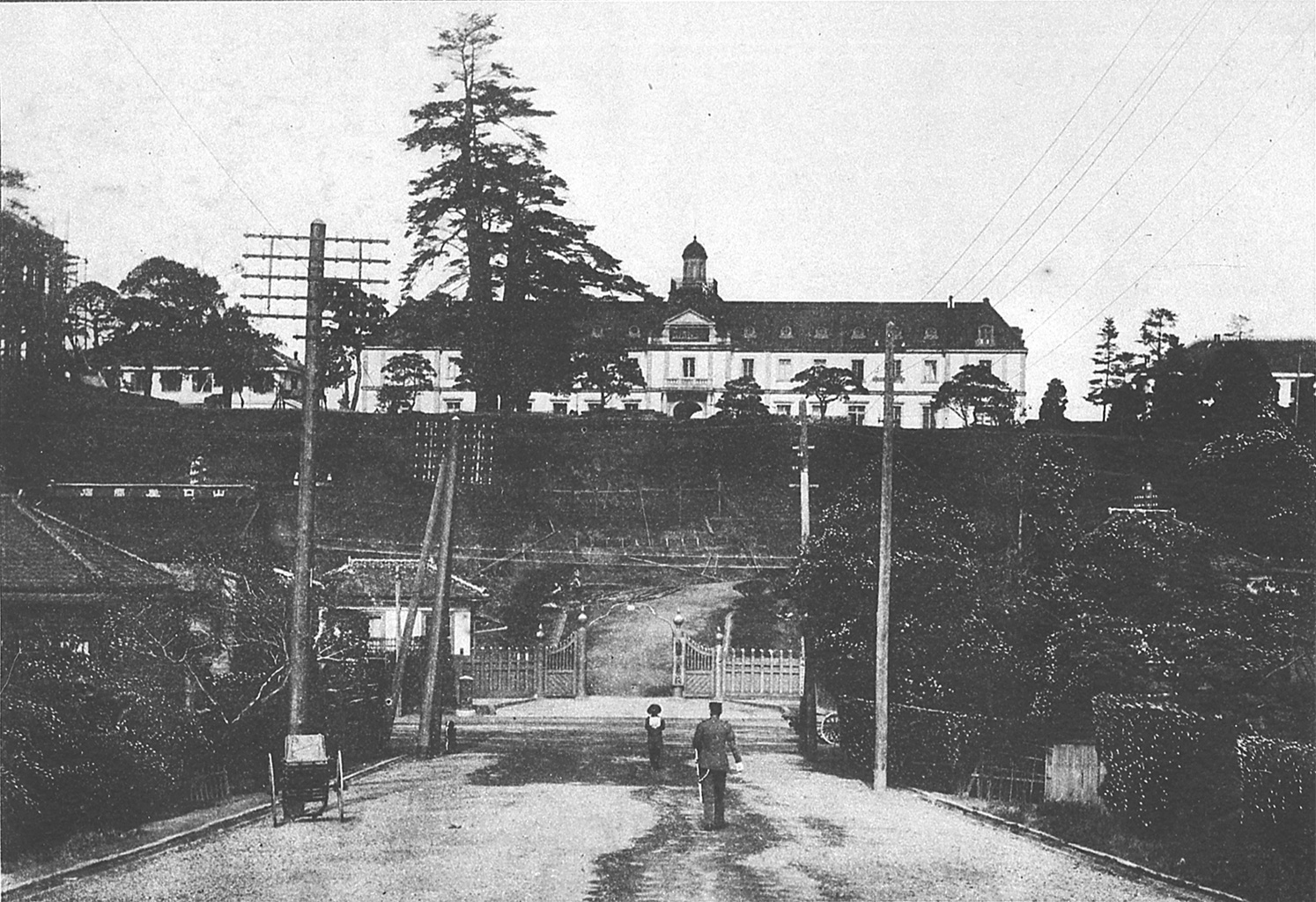
Học viện Lục quân Đế quốc Nhật Bản, Tokyo 1907.

Trường Sĩ quan Lục quân (陸軍士官学校, Lục quân sĩ quan học hiệu, Rikugun shikan gakkō), là ngôi trường đã đào tạo các viên chức chính phủ, tướng lĩnh cho Lục quân Đế quốc Nhật Bản. Chương trình bao gồm một khóa học cơ sở cho các sinh viên tốt nghiệp từ các trường Quân sự Dư bị địa phương, những người hoàn thành 4 năm học Trung học và một khóa học cấp cao cho các ứng viên.

## Lịch sử và nền tảng

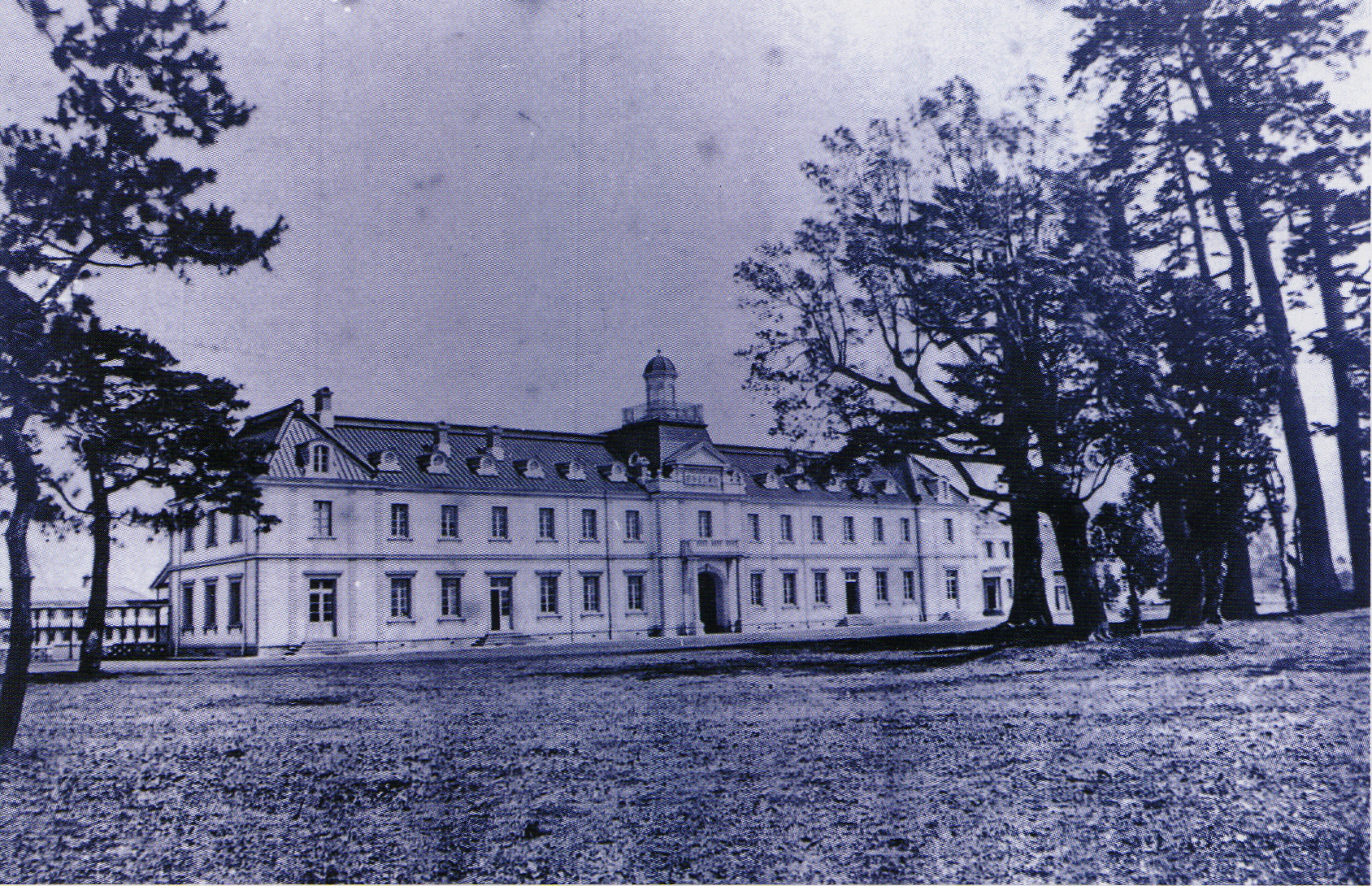
Học viện Quân đội Đế quốc Nhật Bản ở Ichigaya, Tokyo, được xây dựng bởi Phái bộ Quân sự Pháp thứ hai tại Nhật Bản (ảnh năm 1874).

Trường được thành lập vào năm 1868 ở Heigakkō tại Kyoto với tên ban đầu là Trường Quân sự (兵学校). Năm sau, trường di chuyển tới Osaka. năm 1874, tên trường được đổi thành Trường Sĩ quan Lục quân và di dời đến Ichigaya, Tokyo. Sau năm 1898, chương trình giáo dục của trường được đặt dưới sự giám sát của quân đội.
Năm 1937, trường chia ra nhiều khóa học cao cấp cho các học viên và trường đã được di đời đến Sagamihara tại tỉnh Kanagawa, và Khóa học cho các học viên nhỏ tuổi hơn được di đời đến Asaka, tỉnh Saitama. Lễ tốt nghiệp khóa 50 được tổ chức tại tòa nhà mới trong Sagamihara vào ngày 20 tháng 10 năm 1937, với sự tham dự của Nhật hoàng Hirohito. Năm 1938, xây dựng một trường học riêng để đào tạo về quân sự hàng không.
Tháng 6 năm 1945, đề phòng quân Đồng Minh đánh bom, trường đã gửi toàn bộ nhân viên và 3000 học sinh đến một căn cứ quân sư ở tỉnh Nagano.
Tháng 9 năm 1945, sau khi Nhật đầu hàng chấm dứt Chiến tranh Thế giới thứ 2, một tiểu đoàn của quân đội Mỹ, Sư đoàn Kỵ binh 1 giành quyền kiểm soát trường từ những người lính Nhật. Trường bị bãi bỏ cùng với Quân đội Đế quốc Nhật Bản vào cuối năm 1945, và một căn cứ của Quân đội Hoa Kỳ được xây dựng trên nền cũ căn cứ Sagamihara.
Hiện nay các cơ sở giáo dục tương ứng Trường Sĩ quan Lục quân là Học viện Quốc phòng Lực lượng Phòng vệ Nhật Bản.
Từ năm 1937 đến năm 1945, ước tính khoảng 18.476 sinh thành tài tại Trường Sĩ quan Lục quân.

## Chương trình giáo dục
Các học viên của Học viện Lục quân Đế quốc Nhật Bản đã được lựa chọn rất nghiêm khắc từ sinh viên tốt nghiệp các khóa học 3 năm tại một trong các trường Quân sự Dự bị tại Tokyo, Osaka, Nagoya, Hiroshima, Sendai, và Kumamoto và các ứng viên đáp ứng đủ yêu cầu về thể chất và trình độ. Một số học viên là con cái của các sĩ quan đã ngã xuống. Một số ứng viên được chọn dưới 25 tuổi và những người khác được chọn ra từ một kỳ thi, độ tuổi từ 16 đến 18.
Chương trình đào tạo gồm các khóa học cao cấp tổng quát hệ cao đẳng, võ thuật cổ truyền và thuật cưỡi ngựa. Sau khi hoàn thành phần học Đào tạo Cơ sở 2 năm tại Asaka tỉnh Saitama, học viên được chuyển đến Trung đoàn Bộ binh trong 8 tháng để quen thuộc với nếp sống, kỷ luật quân đội, vũ khí và kỹ năng lãnh đạo tiểu đội trước khi đi nghiên cứu quân sự trong 1 năm, chương trình cao cấp 8 tháng tại Sagamihara tỉnh Kanagawa. Sau khi tốt nghiệp, học viên trở thành người học việc với các quan chức cao cấp và sau khi hoàn tất bốn tháng thử việc tại Trung đoàn được phân công, thì chính thứ thăng cấp Thiếu úy.

## Học viên tốt nghiệp nổi tiếng (cấp tướng)
Năm 1871
- Ando Teibi

Khóa 9 năm 1897
- Honjō Shigeru

Khóa 10 năm 1898 
- Ueda Kenkichi

Khóa 11 năm 1889 
- Nara Takeji

Khóa 12 năm 1900
- Yanagawa Heisuke

Khóa 13 năm 1901 
- Tatekawa Yoshitsugu
- Nakamura Kataro

Khóa 14 năm 1903
- Yamada Otozō

Khóa 15 năm 1903
- Kawagishi Bunzaburo

Khóa 17 năm 1905
- Suzuki Shigiyasu

Khóa 18 năm 1906
- Yasuoka Masaomi

Khóa 19 năm 1907
- Goto Juro

Khóa 21 năm 1909
- Iimura Jo
- Machijiri Kazumoto

Khóa 22 năm 1913
- Kasahara Yukio

Khóa 23 năm 1911
- Kijima Kesao

Khóa 24 năm 1912
- Kawabe Torashirō
- Suzuki Sosaku

Khóa 25 năm 1913
- Nasu Yumio

Khóa 27 năm 1917
- Ayabe Kitsuju

Khóa 28 năm 1916
- Mori Takeshi

Khóa 34 năm 1922
- Takaji Wachi

Khóa 37 năm 1925
- Kato Tateo